# Lilium maritimum

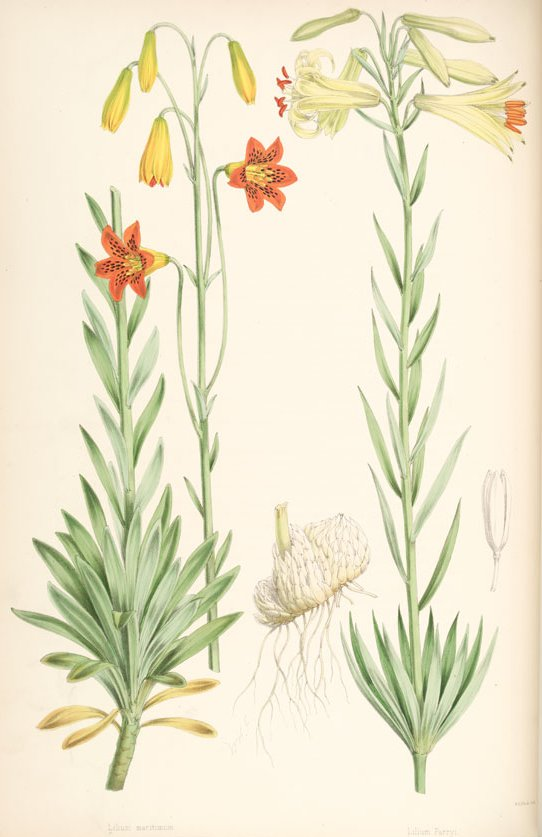
Lilium maritimum (ilustração de Walter Hood Fitch.

Lilium maritimum é uma espécie de planta com flor, pertencente à família Liliaceae. É endêmica da região costeira da Califórnia, Estados Unidos.